# Championnat d'Europe féminin de football 2017
Navigation
Euro 2013 Euro 2022
Le Championnat d'Europe de football féminin 2017 est la douzième édition du Championnat d'Europe féminin de football, compétition organisée par l'UEFA et qui met aux prises les meilleures sélections nationales européennes féminines de football.

## Organisation de la compétition
Sept pays se sont portés candidats pour l'organisation du Championnat d'Europe de football féminin 2017 : l'Autriche, l'Écosse, la France, Israël, les Pays-Bas, la Pologne et la Suisse.
Le 4 décembre 2014, l'UEFA choisit les Pays-Bas pour organiser la compétition.

## Villes et stades
| Deventer                                                      | Enschede                                                            | Doetinchem                                          |
| ------------------------------------------------------------- | ------------------------------------------------------------------- | --------------------------------------------------- |
| De Adelaarshorst Capacité prévue : 10 400                     | Grolsch Veste Capacité prévue : 30 205                              | De Vijverberg Capacité prévue : 12 600              |
|                                                               |                                                                     |                                                     |
| Utrecht                                                       | \| Deventer Enschede Doetinchem Utrecht Rotterdam Bréda Tilbourg \| | Rotterdam                                           |
| Stadion Galgenwaard Capacité prévue : 23 750                  | \| Deventer Enschede Doetinchem Utrecht Rotterdam Bréda Tilbourg \| | Sparta Stadion Het Kasteel Capacité prévue : 11 234 |
|                                                               | \| Deventer Enschede Doetinchem Utrecht Rotterdam Bréda Tilbourg \| |                                                     |
| Bréda                                                         | \| Deventer Enschede Doetinchem Utrecht Rotterdam Bréda Tilbourg \| | Tilbourg                                            |
| Stade Rat Verlegh Capacité prévue : 19 000                    | \| Deventer Enschede Doetinchem Utrecht Rotterdam Bréda Tilbourg \| | Stade Roi-Guillaume-II Capacité prévue : 14 700     |
|                                                               | \| Deventer Enschede Doetinchem Utrecht Rotterdam Bréda Tilbourg \| |                                                     |
| Deventer Enschede Doetinchem Utrecht Rotterdam Bréda Tilbourg | \| Deventer Enschede Doetinchem Utrecht Rotterdam Bréda Tilbourg \| |                                                     |

## Éliminatoires
Au total, 47 des 51 nations de l'UEFA féminine se sont inscrites, en comptant les Pays-Bas, qualifié d'office en tant que pays organisateur. Les 46 autres équipes se disputent les 15 places restantes en phase finale. Ces qualifications se déroulent sur trois tours (un préliminaire, un principal en groupes et un barrage), entre le 4 avril 2015 et le 25 octobre 2016.
Non-inscrits : Arménie, Azerbaïdjan, Bulgarie et Chypre
- Tour préliminaire (4 au 9 avril 2015) : les huit équipes les moins bien classées de l'UEFA sont réparties en deux groupes de quatre qui se rencontrent en « tournois toutes rondes » simples. Les deux vainqueurs de chaque groupe rejoignent le tour principal.
- Phase principale de groupes (17 septembre 2015 au 20 septembre 2016) : les 40 équipes (les 38 les mieux classées de l'UEFA plus les deux qualifiées du tour préliminaire) sont réparties en huit groupes de cinq qui s'affrontent en tournois « toutes rondes à deux tours ». Les huit équipes en tête de chaque groupe, ainsi que les six meilleures deuxièmes se qualifient directement pour la phase finale, tandis que les septième et huitième deuxièmes se qualifient pour le barrage.
- Barrage (21 et 25 octobre 2016) : Les deux équipes se rencontrent en matchs aller-retour pour déterminer la dernière équipe qualifiée.

### Résultats des groupes

#### Tour préliminaire
- Sélection qualifiée au tour préliminaire

| Groupe préliminaire 1 | Groupe préliminaire 2 |
| --------------------- | --------------------- |
| Moldavie              | Géorgie               |
| Lettonie              | Îles Féroé            |
| Lituanie              | Malte                 |
| Luxembourg            | Andorre               |

#### Tour éliminatoire principal
- Sélection directement qualifiée pour l'Euro 2017
- Sélection barragiste qualifiée pour l'Euro 2017
- Sélection barragiste éliminée
- Sélection directement éliminée

| Groupe 1          | Groupe 2             | Groupe 3 | Groupe 4  |
| ----------------- | -------------------- | -------- | --------- |
| Islande           | Espagne              | France   | Suède     |
| Écosse            | Portugal             | Roumanie | Danemark  |
| Slovénie          | Finlande             | Ukraine  | Pologne   |
| Biélorussie       | République d'Irlande | Grèce    | Slovaquie |
| Macédoine du Nord | Monténégro           | Albanie  | Moldavie  |

| Groupe 5  | Groupe 6        | Groupe 7           | Groupe 8       |
| --------- | --------------- | ------------------ | -------------- |
| Allemagne | Suisse          | Angleterre         | Norvège        |
| Russie    | Italie          | Belgique           | Autriche       |
| Hongrie   | Tchéquie        | Serbie             | Pays de Galles |
| Croatie   | Irlande du Nord | Bosnie-Herzégovine | Kazakhstan     |
| Turquie   | Géorgie         | Estonie            | Israël         |

## Équipes qualifiées
| Pays                                                 | Date de qualification                              | Participations                                                | Meilleur résultat                                         | Dernière participation | 2013                                              |
| ---------------------------------------------------- | -------------------------------------------------- | ------------------------------------------------------------- | --------------------------------------------------------- | ---------------------- | ------------------------------------------------- |
| Pays-Bas (Pays Organisateur)                         | Désignation le 4 décembre 2014 (qualifié d'office) | +2, 2009, 2013                                                | Demi-finaliste 2009                                       | 2013                   | 1er tour (Groupe B - 4e place)                    |
| France Groupe 3 - 1re place                          | 11 avril 2016                                      | +5, 1997, 2001, 2005, 2009, 2013                              | Quart-de-finaliste (2) 2009, 2013                         | 2013                   | Quart-de-finaliste                                |
| Allemagne (Tenant du Titre) Groupe 5 - 1re place     | 12 avril 2016                                      | 9 1989,1991,1993,1995,1997, 2001, 2005, 2009, 2013            | Vainqueur (8) 1989,1991,1995,1997, 2001, 2005, 2009, 2013 | 2013                   | Vainqueur                                         |
| Suisse Groupe 6 - 1re place                          | 4 juin 2016                                        | 0 (Première apparition)                                       | -                                                         | -                      | Non qualifiée Éliminatoires (Groupe 2 - 4e place) |
| Angleterre Groupe 7 - 1re place                      | 7 juin 2016                                        | 7 1984,1987,1995, 2001, 2005, 2009, 2013                      | Finaliste (2) 1984, 2009                                  | 2013                   | 1er tour (Groupe C - 4e place)                    |
| Norvège Groupe 8 - 1re place                         | 7 juin 2016                                        | 10 1987, 1989, 1991, 1993, 1995, 1997, 2001, 2005, 2009, 2013 | Vainqueur (2) 1987, 1993                                  | 2013                   | Finaliste                                         |
| Espagne Groupe 2 - 1re place                         | 7 juin 2016                                        | 2 1997, 2013                                                  | Demi-finaliste 1997                                       | 2013                   | Quart-de-finaliste                                |
| Suède Groupe 4 - 1re place                           | 15 septembre 2016                                  | 9 1984,1987,1989, 1995,1997, 2001, 2005, 2009, 2013           | Vainqueur 1984                                            | 2013                   | Demi-finaliste                                    |
| Islande Groupe 1 - 1re place                         | 16 septembre 2016                                  | 2 2009, 2013                                                  | Quart-de-finaliste 2013                                   | 2013                   | Quart-de-finaliste                                |
| Écosse Groupe 1 - 2e place                           | 16 septembre 2016                                  | 0 (Première apparition)                                       | -                                                         | -                      | Non qualifiée Éliminatoires (Barragiste)          |
| Belgique Groupe 7 - 2e place                         | 16 septembre 2016                                  | 0 (Première apparition)                                       | -                                                         | -                      | Non qualifiée Éliminatoires (Groupe 3 - 3e place) |
| Danemark Groupe 4 - 2e place                         | 20 septembre 2016                                  | 8 1984, 1991,1993, 1997, 2001, 2005, 2009, 2013               | 3e (2) 1991, 1993 Demi-finaliste (3) 1984, 2001, 2013     | 2013                   | Demi-finaliste                                    |
| Autriche Groupe 8 - 2e place                         | 20 septembre 2016                                  | 0 (Première apparition)                                       | -                                                         | -                      | Non qualifiée Éliminatoires (Barragiste)          |
| Italie Groupe 6 - 2e place                           | 20 septembre 2016                                  | 10 1984,1987,1989,1991,1993, 1997, 2001, 2005, 2009, 2013     | Finaliste (2) 1993, 1997                                  | 2013                   | Quart-de-finaliste                                |
| Russie Groupe 5 - 2e place                           | 20 septembre 2016                                  | 4 1997, 2001, 2009, 2013                                      | 1er tour (4) 1997, 2001, 2009, 2013                       | 2013                   | 1er tour (Groupe C - 3e place)                    |
| Portugal Groupe 2 - 2e place qualifié via le barrage | 25 octobre 2016                                    | 0 (Première apparition)                                       | -                                                         | -                      | Non qualifié Éliminatoires (Groupe 7 - 4e place)  |

Des 12 équipes ayant participé à l'édition 2013, seule la Finlande n'a pas réussi à se qualifier pour cette édition.

## Arbitres officiels
Le 11 juillet 2017, l'UEFA publie la liste définitive des arbitres retenus pour la compétition :
| Arbitres | Assistantes | Quatrièmes Officielles         |
| --- | --- | ------------------------------ |
| Jana Adamkova Stéphanie Frappart Riem Hussein Bibiana Steinhaus Katalin Kulcsár Carina Vitulano Monika Mularczyk Anastasia Pustovoitova Esther Staubli Pernilla Larsson Kateryna Monzul | Sanja Rodak Karsic Angela Kyriakou Lucie Ratajova Sian Massey Manuela Nicolosi Christina Biehl Katrin Rafalski Chrysoula Kourompylita Judit Kulcsár Michelle O'Neill Lucia Abruzzese Nicolet Bakker Anna Dabrowska Petruta Iugulescu Mihaela Tepusa Ekaterina Kurochkina Svetlana Bilić Belinda Brem Maria Sukenikova Oleksandra Ardesheva Maryna Striletska | Lina Lehtovaara Lorraine Clark |

## Tirage au sort
Le tirage au sort de la phase finale de l'Euro 2017 a lieu le 8 novembre 2016 au Luxor Théâtre de Rotterdam.
Il y a donc 4 groupes (A, B, C, D), c'est une grande première d'avoir 16 équipes dans un Euro.
| Chapeau 1                                                                  | Chapeau 2                    | Chapeau 3                      | Chapeau 4                         |
| -------------------------------------------------------------------------- | ---------------------------- | ------------------------------ | --------------------------------- |
| Pays-Bas (Pays organisateur) Allemagne (Tenant du titre) France Angleterre | Norvège Suède Espagne Suisse | Italie Islande Écosse Danemark | Autriche Belgique Russie Portugal |

| Groupe A | Groupe B  | Groupe C | Groupe D   |
| -------- | --------- | -------- | ---------- |
| Pays-Bas | Allemagne | France   | Angleterre |
| Norvège  | Suède     | Islande  | Écosse     |
| Danemark | Italie    | Autriche | Espagne    |
| Belgique | Russie    | Suisse   | Portugal   |

## Premier tour
Règlement
Le classement des équipes dans un groupe est établi en fonction du nombre total de points obtenus par chacune (une victoire compte pour 3 points, un match nul 1 point, une défaite 0 point).
En cas d'égalité de points, les équipes sont classées ou départagées suivant les critères :
1. Plus grand nombre de points obtenus dans les matchs disputés entre les équipes concernées ;
2. Meilleure différence de buts dans les matchs disputés entre les équipes concernées ;
3. Plus grand nombre de buts marqués lors des matchs disputés entre les équipes concernées ;
Si, après l'application des critères 1 à 3, une partie des équipes reste encore à départager, on reprend les critères 1 à 3 pour les seules équipes concernées par cette nouvelle égalité.
Si les équipes restantes concernées ne sont toujours pas départagées, les critères suivants s’appliquent :
4. Meilleure différence de buts dans tous les matchs du groupe ;
5. Plus grand nombre de buts marqués dans tous les matchs du groupe ;
6. Si deux et seulement deux équipes sont à égalité parfaite sur tous les points du règlement, doivent être départagées pour une seule place qualificative et se rencontrent lors de la dernière journée, alors une séance de tirs au but est organisée à la fin du temps réglementaire de ce dernier match les opposant ;
7. Classement disciplinaire sur l'ensemble du groupe, en appliquant le barème suivant :
  - Un carton jaune compte pour -1 point ;
  - Un second carton jaune dans le même match pour une même joueuse compte pour -2 points ;
  - Un carton rouge direct compte pour -3 points ;
8. Position dans le classement par coefficient des équipes nationales féminines de l’UEFA utilisé pour le tirage au sort du tournoi.

### Groupe A
| Rang | Équipe   | Pts | J | G | N | P | Bp | Bc | Diff |
| ---- | -------- | --- | - | - | - | - | -- | -- | ---- |
| 1    | Pays-Bas | 9   | 3 | 3 | 0 | 0 | 4  | 1  | +3   |
| 2    | Danemark | 6   | 3 | 2 | 0 | 1 | 2  | 1  | +1   |
| 3    | Belgique | 3   | 3 | 1 | 0 | 2 | 3  | 3  | 0    |
| 4    | Norvège  | 0   | 3 | 0 | 0 | 3 | 0  | 4  | -4   |

     Équipes qualifiées ; Pts = points ; J = joués ; G = gagnés ; N = nuls ; P = perdus ;

Bp = buts pour ; Bc = buts contre ; Diff = différence de buts.
1re journée
| Match d'ouverture         | Pays-Bas          | 1 – 0   | Norvège | Stadion Galgenwaard, Utrecht                        |                                                     |
| 16 juillet 2017 18 h CEST | van de Sanden 66e | (0 – 0) |         | Spectateurs : 21 732 Arbitrage : Stéphanie Frappart | Spectateurs : 21 732 Arbitrage : Stéphanie Frappart |
| 16 juillet 2017 18 h CEST | Rapport           |         |         | Spectateurs : 21 732 Arbitrage : Stéphanie Frappart | Spectateurs : 21 732 Arbitrage : Stéphanie Frappart |

| Match 2                      | Danemark       | 1 – 0   | Belgique | De Vijverberg, Doetinchem                       |                                                 |
| 16 juillet 2017 20 h 45 CEST | Troelsgaard 6e | (1 – 0) |          | Spectateurs : 5 054 Arbitrage : Kateryna Monzul | Spectateurs : 5 054 Arbitrage : Kateryna Monzul |
| 16 juillet 2017 20 h 45 CEST | Rapport        |         |          | Spectateurs : 5 054 Arbitrage : Kateryna Monzul | Spectateurs : 5 054 Arbitrage : Kateryna Monzul |

2e journée
| Match 9                   | Norvège | 0 – 2   | Belgique                  | Stade Rat Verlegh, Bréda                         |                                                  |
| 20 juillet 2017 18 h CEST |         | (0 – 0) | 59e Van Gorp · 67e Cayman | Spectateurs : 8 477 Arbitrage : Monika Mularczyk | Spectateurs : 8 477 Arbitrage : Monika Mularczyk |
| 20 juillet 2017 18 h CEST | Rapport |         |                           | Spectateurs : 8 477 Arbitrage : Monika Mularczyk | Spectateurs : 8 477 Arbitrage : Monika Mularczyk |

| Match 10                     | Pays-Bas          | 1 – 0   | Danemark | Sparta Stadion Het Kasteel, Rotterdam         |                                               |
| 20 juillet 2017 20 h 45 CEST | Spitse 20e (pen.) | (1 – 0) |          | Spectateurs : 10 599 Arbitrage : Riem Hussein | Spectateurs : 10 599 Arbitrage : Riem Hussein |
| 20 juillet 2017 20 h 45 CEST | Rapport           |         |          | Spectateurs : 10 599 Arbitrage : Riem Hussein | Spectateurs : 10 599 Arbitrage : Riem Hussein |

3e journée
| Match 17                     | Belgique     | 1 – 2   | Pays-Bas                        | Stade Roi-Guillaume-II, Tilbourg                   |                                                    |
| 24 juillet 2017 20 h 45 CEST | Wullaert 59e | (0 – 1) | 27e (pen.) Spitse · 74e Martens | Spectateurs : 12 697 Arbitrage : Bibiana Steinhaus | Spectateurs : 12 697 Arbitrage : Bibiana Steinhaus |
| 24 juillet 2017 20 h 45 CEST | Rapport      |         |                                 | Spectateurs : 12 697 Arbitrage : Bibiana Steinhaus | Spectateurs : 12 697 Arbitrage : Bibiana Steinhaus |

| Match 18                     | Norvège | 0 – 1   | Danemark | De Adelaarshorst, Deventer                         |                                                    |
| 24 juillet 2017 20 h 45 CEST |         | (0 – 1) | 5e Veje  | Spectateurs : 5 885 Arbitrage : Stéphanie Frappart | Spectateurs : 5 885 Arbitrage : Stéphanie Frappart |
| 24 juillet 2017 20 h 45 CEST | Rapport |         |          | Spectateurs : 5 885 Arbitrage : Stéphanie Frappart | Spectateurs : 5 885 Arbitrage : Stéphanie Frappart |

### Groupe B
| Rang | Équipe    | Pts   | J | G | N | P | Bp | Bc | Diff |
| ---- | --------- | ----- | - | - | - | - | -- | -- | ---- |
| 1    | Allemagne | 7     | 3 | 2 | 1 | 0 | 4  | 1  | +3   |
| 2    | Suède     | 4     | 3 | 1 | 1 | 1 | 4  | 3  | +1   |
| 3    | Russie    | 3 (3) | 3 | 1 | 0 | 2 | 2  | 5  | -3   |
| 4    | Italie    | 3 (0) | 3 | 1 | 0 | 2 | 5  | 6  | -1   |

     Équipes qualifiées ; Pts = points ; J = joués ; G = gagnés ; N = nuls ; P = perdus ;

Bp = buts pour ; Bc = buts contre ; Diff = différence de buts.
1. 1 2  La Russie bat l'Italie 2-1 dans leur confrontation directe et est donc classée devant en raison du point numéro 1 du règlement pour le départage en cas d'égalité.

1re journée
| Match 3                   | Italie    | 1 – 2   | Russie                     | Sparta Stadion Het Kasteel, Rotterdam       |                                             |
| 17 juillet 2017 18 h CEST | Mauro 88e | (0 – 2) | 9e Danilova · 26e Morozova | Spectateurs : 669 Arbitrage : Jana Adámková | Spectateurs : 669 Arbitrage : Jana Adámková |
| 17 juillet 2017 18 h CEST | Rapport   |         |                            | Spectateurs : 669 Arbitrage : Jana Adámková | Spectateurs : 669 Arbitrage : Jana Adámková |

| Match 4                      | Allemagne | 0 – 0   | Suède | Stade Rat Verlegh, Bréda                        |                                                 |
| 17 juillet 2017 20 h 45 CEST |           | (0 – 0) |       | Spectateurs : 9 276 Arbitrage : Katalin Kulcsár | Spectateurs : 9 276 Arbitrage : Katalin Kulcsár |
| 17 juillet 2017 20 h 45 CEST | Rapport   |         |       | Spectateurs : 9 276 Arbitrage : Katalin Kulcsár | Spectateurs : 9 276 Arbitrage : Katalin Kulcsár |

2e journée
| Match 11                  | Suède                          | 2 – 0   | Russie | De Adelaarshorst, Deventer                         |                                                    |
| 21 juillet 2017 18 h CEST | Schelin 22e · Blackstenius 51e | (1 – 0) |        | Spectateurs : 5 764 Arbitrage : Stéphanie Frappart | Spectateurs : 5 764 Arbitrage : Stéphanie Frappart |
| 21 juillet 2017 18 h CEST | Rapport                        |         |        | Spectateurs : 5 764 Arbitrage : Stéphanie Frappart | Spectateurs : 5 764 Arbitrage : Stéphanie Frappart |

| Match 12                     | Allemagne                      | 2 – 1   | Italie    | Stade Roi-Guillaume-II, Tilbourg                |                                                 |
| 21 juillet 2017 20 h 45 CEST | Henning 19e · Peter 67e (pen.) | (1 – 1) | 29e Mauro | Spectateurs : 7 108 Arbitrage : Kateryna Monzul | Spectateurs : 7 108 Arbitrage : Kateryna Monzul |
| 21 juillet 2017 20 h 45 CEST | Rapport                        |         |           | Spectateurs : 7 108 Arbitrage : Kateryna Monzul | Spectateurs : 7 108 Arbitrage : Kateryna Monzul |

3e journée
| Match 19                     | Russie  | 0 – 2   | Allemagne                              | Stadion Galgenwaard, Utrecht                     |                                                  |
| 25 juillet 2017 20 h 45 CEST |         | (0 – 1) | 10e (pen.) Peter · 56e (pen.) Marozsán | Spectateurs : 6 458 Arbitrage : Monika Mularczyk | Spectateurs : 6 458 Arbitrage : Monika Mularczyk |
| 25 juillet 2017 20 h 45 CEST | Rapport |         |                                        | Spectateurs : 6 458 Arbitrage : Monika Mularczyk | Spectateurs : 6 458 Arbitrage : Monika Mularczyk |

| Match 20                     | Suède                                 | 2 – 3   | Italie                        | De Vijverberg, Doetinchem                      |                                                |
| 25 juillet 2017 20 h 45 CEST | Schelin 14e (pen.) · Blackstenius 47e | (1 – 2) | 4e 37e Sabatino · 85e Girelli | Spectateurs : 5 203 Arbitrage : Esther Staubli | Spectateurs : 5 203 Arbitrage : Esther Staubli |
| 25 juillet 2017 20 h 45 CEST | Rapport                               |         |                               | Spectateurs : 5 203 Arbitrage : Esther Staubli | Spectateurs : 5 203 Arbitrage : Esther Staubli |

### Groupe C
| Rang | Équipe   | Pts | J | G | N | P | Bp | Bc | Diff |
| ---- | -------- | --- | - | - | - | - | -- | -- | ---- |
| 1    | Autriche | 7   | 3 | 2 | 1 | 0 | 5  | 1  | +4   |
| 2    | France   | 5   | 3 | 1 | 2 | 0 | 3  | 2  | +1   |
| 3    | Suisse   | 4   | 3 | 1 | 1 | 1 | 3  | 3  | 0    |
| 4    | Islande  | 0   | 3 | 0 | 0 | 3 | 1  | 6  | -5   |

     Équipes qualifiées ; Pts = points ; J = joués ; G = gagnés ; N = nuls ; P = perdus ;

Bp = buts pour ; Bc = buts contre ; Diff = différence de buts.
1re journée
| Match 5                   | Autriche   | 1 – 0   | Suisse | De Adelaarshorst, Deventer                        |                                                   |
| 18 juillet 2017 18 h CEST | Burger 15e | (1 – 0) |        | Spectateurs : 4 781 Arbitrage : Bibiana Steinhaus | Spectateurs : 4 781 Arbitrage : Bibiana Steinhaus |
| 18 juillet 2017 18 h CEST | Rapport    |         |        | Spectateurs : 4 781 Arbitrage : Bibiana Steinhaus | Spectateurs : 4 781 Arbitrage : Bibiana Steinhaus |

| Match 6                      | France               | 1 – 0   | Islande | Stade Roi-Guillaume-II, Tilbourg                |                                                 |
| 18 juillet 2017 20 h 45 CEST | Le Sommer 86e (pen.) | (0 – 0) |         | Spectateurs : 4 894 Arbitrage : Carina Vitulano | Spectateurs : 4 894 Arbitrage : Carina Vitulano |
| 18 juillet 2017 20 h 45 CEST | Rapport              |         |         | Spectateurs : 4 894 Arbitrage : Carina Vitulano | Spectateurs : 4 894 Arbitrage : Carina Vitulano |

2e journée
| Match 13                  | Islande            | 1 – 2   | Suisse                        | De Vijverberg, Doetinchem                              |                                                        |
| 22 juillet 2017 18 h CEST | Friðriksdóttir 33e | (1 – 1) | 43e Dickenmann · 52e Bachmann | Spectateurs : 5 647 Arbitrage : Anastasia Pustovoitova | Spectateurs : 5 647 Arbitrage : Anastasia Pustovoitova |
| 22 juillet 2017 18 h CEST | Rapport            |         |                               | Spectateurs : 5 647 Arbitrage : Anastasia Pustovoitova | Spectateurs : 5 647 Arbitrage : Anastasia Pustovoitova |

| Match 14                     | France    | 1 – 1   | Autriche  | Stadion Galgenwaard, Utrecht                  |                                               |
| 22 juillet 2017 20 h 45 CEST | Henry 52e | (0 – 1) | 27e Makas | Spectateurs : 4 387 Arbitrage : Jana Adámková | Spectateurs : 4 387 Arbitrage : Jana Adámková |
| 22 juillet 2017 20 h 45 CEST | Rapport   |         |           | Spectateurs : 4 387 Arbitrage : Jana Adámková | Spectateurs : 4 387 Arbitrage : Jana Adámková |

3e journée
| Match 21                     | Islande | 0 – 3   | Autriche                                 | Sparta Stadion Het Kasteel, Rotterdam        |                                              |
| 26 juillet 2017 20 h 45 CEST |         | (0 – 2) | 36e Zadrazil · 44e Burger · 89e Enzinger | Spectateurs : 3 347 Arbitrage : Riem Hussein | Spectateurs : 3 347 Arbitrage : Riem Hussein |
| 26 juillet 2017 20 h 45 CEST | Rapport |         |                                          | Spectateurs : 3 347 Arbitrage : Riem Hussein | Spectateurs : 3 347 Arbitrage : Riem Hussein |

| Match 22                     | Suisse           | 1 – 1   | France    | Stade Rat Verlegh, Bréda                        |                                                 |
| 26 juillet 2017 20 h 45 CEST | Crnogorčević 19e | (1 – 0) | 76e Abily | Spectateurs : 4 893 Arbitrage : Katalin Kulcsár | Spectateurs : 4 893 Arbitrage : Katalin Kulcsár |
| 26 juillet 2017 20 h 45 CEST | Rapport          |         |           | Spectateurs : 4 893 Arbitrage : Katalin Kulcsár | Spectateurs : 4 893 Arbitrage : Katalin Kulcsár |

### Groupe D
| Rang | Équipe     | Pts       | J | G | N | P | Bp | Bc | Diff |
| ---- | ---------- | --------- | - | - | - | - | -- | -- | ---- |
| 1    | Angleterre | 9         | 3 | 3 | 0 | 0 | 10 | 1  | +9   |
| 2    | Espagne    | 3 (d: +1) | 3 | 1 | 0 | 2 | 2  | 3  | -1   |
| 3    | Écosse     | 3 (d: 0)  | 3 | 1 | 0 | 2 | 2  | 8  | -6   |
| 4    | Portugal   | 3 (d: -1) | 3 | 1 | 0 | 2 | 3  | 5  | -2   |

     Équipes qualifiées ; Pts = points ; J = joués ; G = gagnés ; N = nuls ; P = perdus ;

Bp = buts pour ; Bc = buts contre ; Diff = différence de buts.
1. 1 2 3  Dans leurs confrontations directes, l'Espagne a battu le Portugal 2-0, puis le Portugal a battu l'Écosse 2-1, et enfin l'Écosse a battu l'Espagne 1-0. Chaque équipe comptant une victoire et une défaite, l'Espagne est classée devant l'Écosse et le Portugal et est donc qualifiée en raison de sa meilleure différence de buts particulière, en rapport au point numéro 2 du règlement pour le départage en cas d'égalité.

1re journée
| Match 7                   | Espagne                   | 2 – 0   | Portugal | De Vijverberg, Doetinchem                        |                                                  |
| 19 juillet 2017 18 h CEST | Losada 22e · Sampedro 41e | (2 – 0) |          | Spectateurs : 3 188 Arbitrage : Pernilla Larsson | Spectateurs : 3 188 Arbitrage : Pernilla Larsson |
| 19 juillet 2017 18 h CEST | Rapport                   |         |          | Spectateurs : 3 188 Arbitrage : Pernilla Larsson | Spectateurs : 3 188 Arbitrage : Pernilla Larsson |

| Match 8                      | Angleterre                                                | 6 – 0   | Écosse | Stadion Galgenwaard, Utrecht                   |                                                |
| 19 juillet 2017 20 h 45 CEST | Taylor 10e 26e 53e · White 33e · Nobbs 86e · Duggan 90+3e | (3 – 0) |        | Spectateurs : 5 578 Arbitrage : Esther Staubli | Spectateurs : 5 578 Arbitrage : Esther Staubli |
| 19 juillet 2017 20 h 45 CEST | Rapport                                                   |         |        | Spectateurs : 5 578 Arbitrage : Esther Staubli | Spectateurs : 5 578 Arbitrage : Esther Staubli |

2e journée
| Match 15                  | Écosse       | 1 – 2   | Portugal                  | Sparta Stadion Het Kasteel, Rotterdam           |                                                 |
| 23 juillet 2017 18 h CEST | Cuthbert 68e | (0 – 1) | 27e C. Mendes · 72e Leite | Spectateurs : 3 123 Arbitrage : Katalin Kulcsár | Spectateurs : 3 123 Arbitrage : Katalin Kulcsár |
| 23 juillet 2017 18 h CEST | Rapport      |         |                           | Spectateurs : 3 123 Arbitrage : Katalin Kulcsár | Spectateurs : 3 123 Arbitrage : Katalin Kulcsár |

| Match 16                     | Angleterre            | 2 – 0   | Espagne | Stade Rat Verlegh, Bréda                        |                                                 |
| 23 juillet 2017 20 h 45 CEST | Kirby 2e · Taylor 85e | (1 – 0) |         | Spectateurs : 4 879 Arbitrage : Carina Vitulano | Spectateurs : 4 879 Arbitrage : Carina Vitulano |
| 23 juillet 2017 20 h 45 CEST | Rapport               |         |         | Spectateurs : 4 879 Arbitrage : Carina Vitulano | Spectateurs : 4 879 Arbitrage : Carina Vitulano |

3e journée
| Match 23                     | Portugal      | 1 – 2   | Angleterre             | Stade Roi-Guillaume-II, Tilbourg                |                                                 |
| 27 juillet 2017 20 h 45 CEST | C. Mendes 17e | (1 – 1) | 7e Duggan · 48e Parris | Spectateurs : 3 335 Arbitrage : Kateryna Monzul | Spectateurs : 3 335 Arbitrage : Kateryna Monzul |
| 27 juillet 2017 20 h 45 CEST | Rapport       |         |                        | Spectateurs : 3 335 Arbitrage : Kateryna Monzul | Spectateurs : 3 335 Arbitrage : Kateryna Monzul |

| Match 24                     | Écosse   | 1 – 0   | Espagne | De Adelaarshorst, Deventer                    |                                               |
| 27 juillet 2017 20 h 45 CEST | Weir 42e | (1 – 0) |         | Spectateurs : 3 988 Arbitrage : Jana Adámková | Spectateurs : 3 988 Arbitrage : Jana Adámková |
| 27 juillet 2017 20 h 45 CEST | Rapport  |         |         | Spectateurs : 3 988 Arbitrage : Jana Adámková | Spectateurs : 3 988 Arbitrage : Jana Adámková |

## Tableau final
|  | Quarts de finale              | Quarts de finale             | Quarts de finale             | Quarts de finale             |          |          | Demi-finales              | Demi-finales              | Demi-finales              | Demi-finales              |  |  | Finale                 | Finale                 | Finale                 | Finale                 |
|  |                               |                              |                              |                              |          |          |                           |                           |                           |                           |  |  |                        |                        |                        |                        |
|  | 29 juillet, 18 h, Doetinchem  | 29 juillet, 18 h, Doetinchem | 29 juillet, 18 h, Doetinchem | 29 juillet, 18 h, Doetinchem |          |          | 3 août, 20 h 45, Enschede | 3 août, 20 h 45, Enschede | 3 août, 20 h 45, Enschede | 3 août, 20 h 45, Enschede |  |  | 6 août, 17 h, Enschede | 6 août, 17 h, Enschede | 6 août, 17 h, Enschede | 6 août, 17 h, Enschede |
|  | 29 juillet, 18 h, Doetinchem  | 29 juillet, 18 h, Doetinchem | 29 juillet, 18 h, Doetinchem | 29 juillet, 18 h, Doetinchem |          |          | 3 août, 20 h 45, Enschede | 3 août, 20 h 45, Enschede | 3 août, 20 h 45, Enschede | 3 août, 20 h 45, Enschede |  |  | 6 août, 17 h, Enschede | 6 août, 17 h, Enschede | 6 août, 17 h, Enschede | 6 août, 17 h, Enschede |
|  | 1er A                         | Pays-Bas                     | 2                            | 2                            |          |          | 3 août, 20 h 45, Enschede | 3 août, 20 h 45, Enschede | 3 août, 20 h 45, Enschede | 3 août, 20 h 45, Enschede |  |  | 6 août, 17 h, Enschede | 6 août, 17 h, Enschede | 6 août, 17 h, Enschede | 6 août, 17 h, Enschede |
|  | 1er A                         | Pays-Bas                     | 2                            | 2                            |          |          | 3 août, 20 h 45, Enschede | 3 août, 20 h 45, Enschede | 3 août, 20 h 45, Enschede | 3 août, 20 h 45, Enschede |  |  | 6 août, 17 h, Enschede | 6 août, 17 h, Enschede | 6 août, 17 h, Enschede | 6 août, 17 h, Enschede |
|  | 2e B                          | Suède                        | 0                            | 0                            |          |          | 3 août, 20 h 45, Enschede | 3 août, 20 h 45, Enschede | 3 août, 20 h 45, Enschede | 3 août, 20 h 45, Enschede |  |  | 6 août, 17 h, Enschede | 6 août, 17 h, Enschede | 6 août, 17 h, Enschede | 6 août, 17 h, Enschede |
|  | 2e B                          | Suède                        | 0                            | 0                            | Pays-Bas | Pays-Bas | 3                         | 3                         |                           |                           |  |  | 6 août, 17 h, Enschede | 6 août, 17 h, Enschede | 6 août, 17 h, Enschede | 6 août, 17 h, Enschede |
|  | 30 juillet, 20 h 45, Deventer |                              |                              |                              | Pays-Bas | Pays-Bas | 3                         | 3                         |                           |                           |  |  | 6 août, 17 h, Enschede | 6 août, 17 h, Enschede | 6 août, 17 h, Enschede | 6 août, 17 h, Enschede |
|  |                               |                              | Angleterre                   | Angleterre                   | 0        | 0        |                           |                           |                           |                           |  |  | 6 août, 17 h, Enschede | 6 août, 17 h, Enschede | 6 août, 17 h, Enschede | 6 août, 17 h, Enschede |
|  | 1er D                         | Angleterre                   | Angleterre                   | Angleterre                   | 0        | 0        | 1                         | 1                         |                           |                           |  |  | 6 août, 17 h, Enschede | 6 août, 17 h, Enschede | 6 août, 17 h, Enschede | 6 août, 17 h, Enschede |
|  | 1er D                         | Angleterre                   | 3 août, 18 h, Bréda          |                              |          |          | 1                         | 1                         |                           |                           |  |  | 6 août, 17 h, Enschede | 6 août, 17 h, Enschede | 6 août, 17 h, Enschede | 6 août, 17 h, Enschede |
|  | 2e C                          | France                       | 0                            | 0                            |          |          |                           |                           |                           |                           |  |  | 6 août, 17 h, Enschede | 6 août, 17 h, Enschede | 6 août, 17 h, Enschede | 6 août, 17 h, Enschede |
|  | 2e C                          | France                       | 0                            | 0                            | Pays-Bas | Pays-Bas | 4                         | 4                         |                           |                           |  |  |                        |                        |                        |                        |
|  | 30 juillet, 12 h, Rotterdam   |                              |                              |                              | Pays-Bas | Pays-Bas | 4                         | 4                         |                           |                           |  |  |                        |                        |                        |                        |
|  |                               |                              | Danemark                     | Danemark                     | 2        | 2        |                           |                           |                           |                           |  |  |                        |                        |                        |                        |
|  | 1er B                         | Allemagne                    | Danemark                     | Danemark                     | 2        | 2        | 1                         | 1                         |                           |                           |  |  |                        |                        |                        |                        |
|  | 1er B                         | Allemagne                    |                              |                              |          |          |                           |                           |                           |                           |  |  |                        |                        |                        |                        |
|  | 2e A                          | Danemark                     | 2                            | 2                            |          |          |                           |                           |                           |                           |  |  |                        |                        |                        |                        |
|  | 2e A                          | Danemark                     | 2                            | 2                            | Danemark | Danemark | 0ap (3)                   | 0ap (3)                   |                           |                           |  |  |                        |                        |                        |                        |
|  | 30 juillet, 18 h, Tilbourg    |                              |                              |                              | Danemark | Danemark | 0ap (3)                   | 0ap (3)                   |                           |                           |  |  |                        |                        |                        |                        |
|  |                               |                              | Autriche                     | Autriche                     | 0 tab(0) | 0 tab(0) |                           |                           |                           |                           |  |  |                        |                        |                        |                        |
|  | 1er C                         | Autriche                     | Autriche                     | Autriche                     | 0 tab(0) | 0 tab(0) | 0ap (5)                   | 0ap (5)                   |                           |                           |  |  |                        |                        |                        |                        |
|  | 1er C                         | Autriche                     |                              |                              |          |          |                           | 0ap (5)                   |                           |                           |  |  |                        |                        |                        |                        |
|  | 2e D                          | Espagne                      | 0 tab(3)                     | 0 tab(3)                     |          |          |                           |                           |                           |                           |  |  |                        |                        |                        |                        |
|  | 2e D                          | Espagne                      | 0 tab(3)                     | 0 tab(3)                     |          |          |                           |                           |                           |                           |  |  |                        |                        |                        |                        |
|  |                               |                              |                              |                              |          |          |                           |                           |                           |                           |  |  |                        |                        |                        |                        |

### Quarts de finale
| Match 25                  | Pays-Bas                  | 2 – 0   | Suède | De Vijverberg, Doetinchem                          |                                                    |
| 29 juillet 2017 18 h CEST | Martens 33e · Miedema 64e | (1 – 0) |       | Spectateurs : 11 106 Arbitrage : Bibiana Steinhaus | Spectateurs : 11 106 Arbitrage : Bibiana Steinhaus |
| 29 juillet 2017 18 h CEST | Rapport                   |         |       | Spectateurs : 11 106 Arbitrage : Bibiana Steinhaus | Spectateurs : 11 106 Arbitrage : Bibiana Steinhaus |

| Match 26                  | Allemagne      | 1 – 2   | Danemark                | Sparta Stadion Het Kasteel, Rotterdam           |                                                 |
| 30 juillet 2017 12 h CEST | Kerschowski 3e | (1 – 0) | 49e Nadim · 83e Nielsen | Spectateurs : 5 251 Arbitrage : Katalin Kulcsár | Spectateurs : 5 251 Arbitrage : Katalin Kulcsár |
| 30 juillet 2017 12 h CEST | Rapport        |         |                         | Spectateurs : 5 251 Arbitrage : Katalin Kulcsár | Spectateurs : 5 251 Arbitrage : Katalin Kulcsár |

| Match 27                  | Autriche                                             | 0 – 0 a. p.       | Espagne                                         | Stade Roi-Guillaume-II, Tilbourg                   |                                                    |
| 30 juillet 2017 18 h CEST |                                                      |                   |                                                 | Spectateurs : 3 488 Arbitrage : Stéphanie Frappart | Spectateurs : 3 488 Arbitrage : Stéphanie Frappart |
| 30 juillet 2017 18 h CEST | Rapport                                              |                   |                                                 | Spectateurs : 3 488 Arbitrage : Stéphanie Frappart | Spectateurs : 3 488 Arbitrage : Stéphanie Frappart |
| 30 juillet 2017 18 h CEST | Feiersinger · Burger · Aschauer · Pinther · Puntigam | Tirs au but 5 – 3 | García · Sampedro · Silvia Meseguer · Corredera | Spectateurs : 3 488 Arbitrage : Stéphanie Frappart | Spectateurs : 3 488 Arbitrage : Stéphanie Frappart |

| Match 28                     | Angleterre | 1 – 0   | France | De Adelaarshorst, Deventer                     |                                                |
| 30 juillet 2017 20 h 45 CEST | Taylor 60e | (0 – 0) |        | Spectateurs : 6 283 Arbitrage : Esther Staubli | Spectateurs : 6 283 Arbitrage : Esther Staubli |
| 30 juillet 2017 20 h 45 CEST | Rapport    |         |        | Spectateurs : 6 283 Arbitrage : Esther Staubli | Spectateurs : 6 283 Arbitrage : Esther Staubli |

### Demi-finales
| Match 29              | Danemark                                   | 0 – 0 a. p.       | Autriche                         | Stade Rat Verlegh, Bréda                         |                                                  |
| 3 août 2017 18 h CEST |                                            |                   |                                  | Spectateurs : 12 000 Arbitrage : Kateryna Monzul | Spectateurs : 12 000 Arbitrage : Kateryna Monzul |
| 3 août 2017 18 h CEST | Rapport                                    |                   |                                  | Spectateurs : 12 000 Arbitrage : Kateryna Monzul | Spectateurs : 12 000 Arbitrage : Kateryna Monzul |
| 3 août 2017 18 h CEST | Nadim · Harder · Junge-Pedersen · Sorensen | Tirs au but 3 – 0 | Feiersinger · Pinther · Aschauer | Spectateurs : 12 000 Arbitrage : Kateryna Monzul | Spectateurs : 12 000 Arbitrage : Kateryna Monzul |

| Match 30                 | Pays-Bas                                           | 3 – 0   | Angleterre | Grolsch Veste, Enschede                             |                                                     |
| 3 août 2017 20 h 45 CEST | Miedema 22e · van de Donk 62e · Bright 90+3e (csc) | (1 – 0) |            | Spectateurs : 27 093 Arbitrage : Stéphanie Frappart | Spectateurs : 27 093 Arbitrage : Stéphanie Frappart |
| 3 août 2017 20 h 45 CEST | Rapport                                            |         |            | Spectateurs : 27 093 Arbitrage : Stéphanie Frappart | Spectateurs : 27 093 Arbitrage : Stéphanie Frappart |

### Finale
| Match 31              | Pays-Bas                                   | 4 – 2   | Danemark                     | Grolsch Veste, Enschede                         |                                                 |
| 6 août 2017 17 h CEST | Miedema 10e 89e · Martens 27e · Spitse 51e | (2 – 2) | Nadim 6e (pen.) · Harder 33e | Spectateurs : 28 182 Arbitrage : Esther Staubli | Spectateurs : 28 182 Arbitrage : Esther Staubli |
| 6 août 2017 17 h CEST | Rapport                                    |         |                              | Spectateurs : 28 182 Arbitrage : Esther Staubli | Spectateurs : 28 182 Arbitrage : Esther Staubli |

## Statistiques et récompenses

### Résumé par équipe

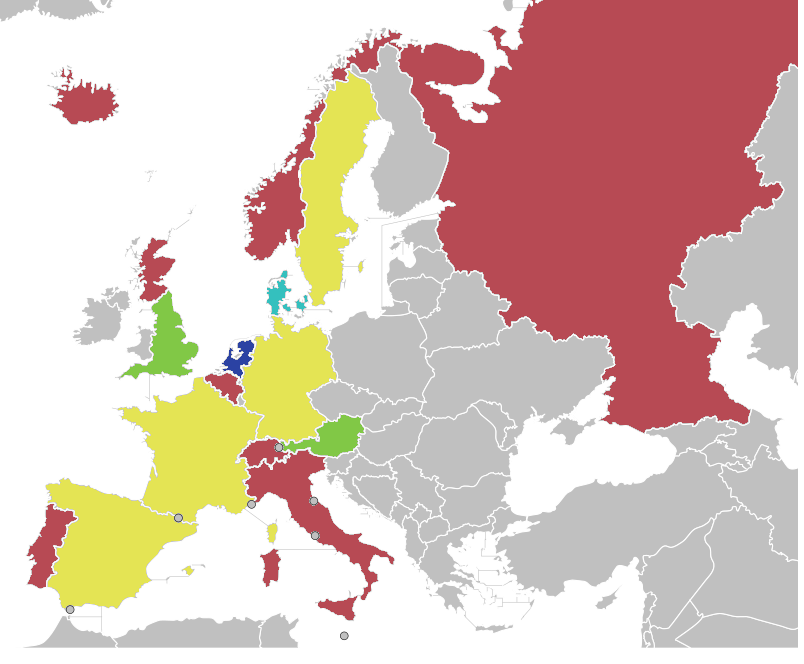
Carte de l'Europe en fonction du stade de la compétition atteint par les différents pays participants
Vainqueur
Finale
Demi-finale
Quart de finale
Premier tour
Pays non qualifié

Le classement ainsi que les points sont donnés à titre indicatif.
Le classement se base sur celui officiel des différentes Coupes du monde : 1. Le niveau atteint ; 2. Le nombre de points ; 3. La différence de buts ; 4. Le nombre de buts marqués ; 5. Le fair-play ; 6. Le classement UEFA lors du tirage au sort.
Le niveau atteint ne tient pas compte du classement dans la phase de groupes.
Les éliminations et qualifications après la séance de tirs au but sont comptabilisées comme des matchs nuls.
La prolongation est considérée comme une suite du match : ses buts sont comptabilisés et une victoire à la fin de celle-ci vaut 3 points.
Pour le fair-play, chaque carton jaune vaut -1pt et chaque rouge -3pts.
Seul le carton rouge est comptabilisé lorsqu'il résulte de 2 cartons jaunes.
| Rang | Équipe     | J. | V. tr | V. ap | Q. tab | N. | É. tab | D. ap | D. tr | Pts | BP | BC | Diff. | Carton rouge | Averti | Niveau atteint   |
| ---- | ---------- | -- | ----- | ----- | ------ | -- | ------ | ----- | ----- | --- | -- | -- | ----- | ------------ | ------ | ---------------- |
| 1    | Pays-Bas   | 6  | 6     |       |        |    |        |       |       | 18  | 13 | 3  | +10   |              | 10     | Vainqueur        |
| 2    | Danemark   | 6  | 3     |       | 1      |    |        |       | 2     | 10  | 6  | 6  | 0     |              | 10     | Finale           |
| 3    | Angleterre | 5  | 4     |       |        |    |        |       | 1     | 12  | 11 | 4  | +7    |              | 8      | Demi-finales     |
| 4    | Autriche   | 5  | 2     |       | 1      | 1  | 1      |       |       | 9   | 5  | 1  | +4    |              | 8      | Demi-finales     |
| 5    | Allemagne  | 4  | 2     |       |        | 1  |        |       | 1     | 7   | 5  | 3  | +2    |              | 4      | Quarts de finale |
| 6    | France     | 4  | 1     |       |        | 2  |        |       | 1     | 5   | 3  | 3  | 0     | 1            | 5      | Quarts de finale |
| 7    | Suède      | 4  | 1     |       |        | 1  |        |       | 2     | 4   | 4  | 5  | -1    |              | 3      | Quarts de finale |
| 8    | Espagne    | 4  | 1     |       |        |    | 1      |       | 2     | 4   | 2  | 3  | -1    |              | 5      | Quarts de finale |
| 9    | Suisse     | 3  | 1     |       |        | 1  |        |       | 1     | 4   | 3  | 3  | 0     | 1            | 5      | 1er tour         |
| 10   | Belgique   | 3  | 1     |       |        |    |        |       | 2     | 3   | 3  | 3  | 0     |              | 4      | 1er tour         |
| 11   | Italie     | 3  | 1     |       |        |    |        |       | 2     | 3   | 5  | 6  | -1    | 1            | 6      | 1er tour         |
| 12   | Portugal   | 3  | 1     |       |        |    |        |       | 2     | 3   | 3  | 5  | -2    |              | 5      | 1er tour         |
| 13   | Russie     | 3  | 1     |       |        |    |        |       | 2     | 3   | 2  | 5  | -3    |              | 4      | 1er tour         |
| 14   | Écosse     | 3  | 1     |       |        |    |        |       | 2     | 3   | 2  | 8  | -6    |              | 4      | 1er tour         |
| 15   | Norvège    | 3  |       |       |        |    |        |       | 3     | 0   | 0  | 4  | -4    |              | 3      | 1er tour         |
| 16   | Islande    | 3  |       |       |        |    |        |       | 3     | 0   | 1  | 6  | -5    |              | 4      | 1er tour         |

### Classement des buteuses
| 5 buts - Jodie Taylor | 4 buts - Vivianne Miedema | 3 buts - Lieke Martens - Sherida Spitse (2 penalties) |

2 buts
| - Nadia Nadim (1 penalty) - Toni Duggan - Nina Burger | - Babett Peter (2 penalties) - Stina Blackstenius - Lotta Schelin (1 penalty) | - Ilaria Mauro - Daniela Sabatino - Carolina Mendes |

1 but
| - Josephine Henning - Isabel Kerschowski - Dzsenifer Marozsán (1 penalty) - Francesca Kirby - Jordan Nobbs - Nikita Parris - Ellen White - Stefanie Enzinger - Lisa Makas - Sarah Zadrazil - Janice Cayman - Elke Van Gorp | - Tessa Wullaert - Theresa Nielsen - Sanne Troelsgaard Nielsen - Katrine Veje - Pernille Harder - Erin Cuthbert - Caroline Weir - Victoria Losada - Amanda Sampedro - Camille Abily - Amandine Henry - Eugénie Le Sommer (1 penalty) | - Fanndís Friðriksdóttir - Cristiana Girelli - Daniëlle van de Donk - Shanice van de Sanden - Ana Leite - Elena Danilova - Elena Morozova - Ramona Bachmann - Ana Maria Crnogorčević - Lara Dickenmann |

But contre son camp
- Millie Bright (pour les  Pays-Bas)

### Récompenses
Les récompenses suivantes ont été décernés à la fin du championnat par l'UEFA.
| Meilleure joueuse                                       | Meilleure joueuse                                       | Meilleure joueuse                                       | Meilleure joueuse                                       | Meilleure joueuse                                           | Meilleure joueuse                                           | Meilleure joueuse                                           | Meilleure joueuse                                           | Meilleure joueuse                                           | Meilleure joueuse                                          | Meilleure joueuse                                          | Meilleure joueuse                                          |
| ------------------------------------------------------- | ------------------------------------------------------- | ------------------------------------------------------- | ------------------------------------------------------- | ----------------------------------------------------------- | ----------------------------------------------------------- | ----------------------------------------------------------- | ----------------------------------------------------------- | ----------------------------------------------------------- | ---------------------------------------------------------- | ---------------------------------------------------------- | ---------------------------------------------------------- |
| Lieke Martens                                           |                                                         |                                                         |                                                         |                                                             |                                                             |                                                             |                                                             |                                                             |                                                            |                                                            |                                                            |
| Soulier d'or                                            | Soulier d'or                                            | Soulier d'or                                            | Soulier d'or                                            | Soulier d'argent                                            | Soulier d'argent                                            | Soulier d'argent                                            | Soulier d'argent                                            | Soulier de bronze                                           | Soulier de bronze                                          | Soulier de bronze                                          | Soulier de bronze                                          |
| Jodie Taylor 5 buts 0 passe décisive 328 minutes jouées | Jodie Taylor 5 buts 0 passe décisive 328 minutes jouées | Jodie Taylor 5 buts 0 passe décisive 328 minutes jouées | Jodie Taylor 5 buts 0 passe décisive 328 minutes jouées | Vivianne Miedema 4 buts 0 passe décisive 536 minutes jouées | Vivianne Miedema 4 buts 0 passe décisive 536 minutes jouées | Vivianne Miedema 4 buts 0 passe décisive 536 minutes jouées | Vivianne Miedema 4 buts 0 passe décisive 536 minutes jouées | Lieke Martens 3 buts 2 passes décisives 525 minutes jouées  | Lieke Martens 3 buts 2 passes décisives 525 minutes jouées | Lieke Martens 3 buts 2 passes décisives 525 minutes jouées | Lieke Martens 3 buts 2 passes décisives 525 minutes jouées |
| Équipe-type                                             |                                                         |                                                         |                                                         |                                                             |                                                             |                                                             |                                                             |                                                             |                                                            |                                                            |                                                            |
| Gardienne                                               | Gardienne                                               | Gardienne                                               | Défenseures                                             | Défenseures                                                 | Défenseures                                                 | Milieux                                                     | Milieux                                                     | Milieux                                                     | Attaquantes                                                | Attaquantes                                                | Attaquantes                                                |
| Sari van Veenendaal                                     | Sari van Veenendaal                                     | Sari van Veenendaal                                     | Verena Aschauer Lucy Bronze Anouk Dekker Steph Houghton | Verena Aschauer Lucy Bronze Anouk Dekker Steph Houghton     | Verena Aschauer Lucy Bronze Anouk Dekker Steph Houghton     | Jackie Groenen Lieke Martens Theresa Nielsen Sherida Spitse | Jackie Groenen Lieke Martens Theresa Nielsen Sherida Spitse | Jackie Groenen Lieke Martens Theresa Nielsen Sherida Spitse | Pernille Harder Jodie Taylor                               | Pernille Harder Jodie Taylor                               | Pernille Harder Jodie Taylor                               |

## Aspects socio-économiques du Championnat d'Europe

### Médias
En France, les droits de retransmission de la compétition sont acquis par France Télévisions et Eurosport : au moins 17 matches, dont tous les matches des Bleues ainsi que les deux demi-finales et la finale sont diffusés par le groupe public.
En Belgique, les droits de retransmission de la compétition sont acquis par la RTBF. Les matchs sont commentés par Cécile De Gernier et Ophélie Fontana.